# حارة عصر (صنعاء)
حارة عصر هي إحدى حارات حي معين بمديرية معين إحد مديريات العاصمة اليمنية صنعاء، بلغ تعداد سكانها 943 نسمة حسب تعداد اليمن لعام 2004.